# 442 (číslo)
Čtyři sta čtyřicet dva je přirozené číslo. Následuje po číslu čtyři sta čtyřicet jedna a předchází číslu čtyři sta čtyřicet tři. Římskými číslicemi se zapisuje CDXLII a řeckými číslicemi υμβ.

## Matematika
442 je:
- Deficientní číslo
- Složené číslo
- Nešťastné číslo

## Astronomie
- (442) Eichsfeldia je planetka hlavního pásu, kterou objevili v roce 1899 Max Wolf a Arnold Schwassmann

## Roky
- 442
- 442 př. n. l.